# 벽도마뱀붙이
벽도마뱀붙이(Tarentola mauritanica)는 지중해 서부 지역 원산이며 아메리카, 아시아에 널리 도입된 도마뱀붙이 종이다. 주로 온화한 해안가의 벽과 도시 영역에서 흔히 발견되지만, 특히 스페인 등지에서는 해안에서 멀리 떨어진 곳에까지 서식한다. 몸은 튼튼하며, 15cm까지 자라고, 결절(en:tubercle)이 큼지막해서 가시 갑옷을 입은 듯한 모양새다.
크로커다일은 원산지 밖으로 널리 퍼져나가서 커먼 월 게코(common wall gecko), 무어리시 월 게코(Moorish wall gecko), 살라만퀘사(Salamanquesa), 크로커다일 게코(crocodile gecko), 유러피안 커먼 게코(European common gecko), 모리타니 나카 게코(Maurita naca gecko) 등의 다양한 이름이 생겨났다.

## 묘사
성체는 꼬리를 포함하여 15cm까지 자란다. 몸통은 튼실하고 머리는 납작하다. 등, 다리, 꼬리는 원뿔 모양의 작은 혹으로 뒤덮여있다. 재생된 꼬리는 좀 더 부드럽고 혹이 없다. 입의 모양새는 무디며, 큰 눈에는 눈꺼풀이 없고 동공은 세로로 찢어져있다. 손가락의 모양은 납작하며 발바닥의 접착성 부위에는 빨판이 적다. 셋째, 넷째 손가락만이 end in union. 갈빛 회색이나 갈색 몸뚱아리에는 색이 상대적으로 짙거나 옅은 점들이 박혀있다. 몸의 색깔은 낮에는 짙어지고 밤에는 옅어지는데, 이는 빛에 따라 달라지는 것이다. 다양한 건축 부지, 폐허, 바위 지대, 나무 줄기 등등에서 발견될 수 있다.

## 생태
주로 야행성, 박명박모성이며 낮에도 활동하는데, 특히 겨울 막바지의 햇볕이 창창한 날을 좋아한다. 이 녀석들은 집 근처에 햇빛이 내리쬐는 것을 좋아한다. 곤충을 사냥하며 따뜻한 계절에는 밤에 불빛에 몰려드는 야행성 곤충을 사냥하는 모습을 볼 수 있다. 일 년에 두 번, 4-6월 경에 구형에 가까운 모양의 알을 두 개 낳는다. 네 달이 지나면 길이 5cm도 안 되는 작은 새끼가 부화한다. 성숙하기까지는 오래 걸리는데, 사육 상태에서는 4-5년 정도다.
이 종의 침입은 자연 동물상에 영향을 줄 수 있는데, 이 녀석들이 개구리와 더 작은 도마뱀을 먹이로 삼기 때문이다. 플로리다 등의 지역에서는 사람들이 이 녀석을 애완동물로 데려온 후에 야생에 퍼지게 되었다. 하이모프로테우스속에 속한 원생동물 Haemoproteus tarentolae 과 에스터도마뱀붙이류진드기(Esther`s gecko mite)의 숙주다.

## 사진

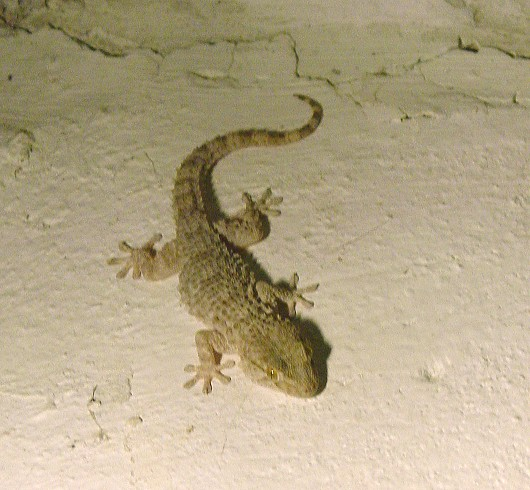
그리스에서 촬영된 개체
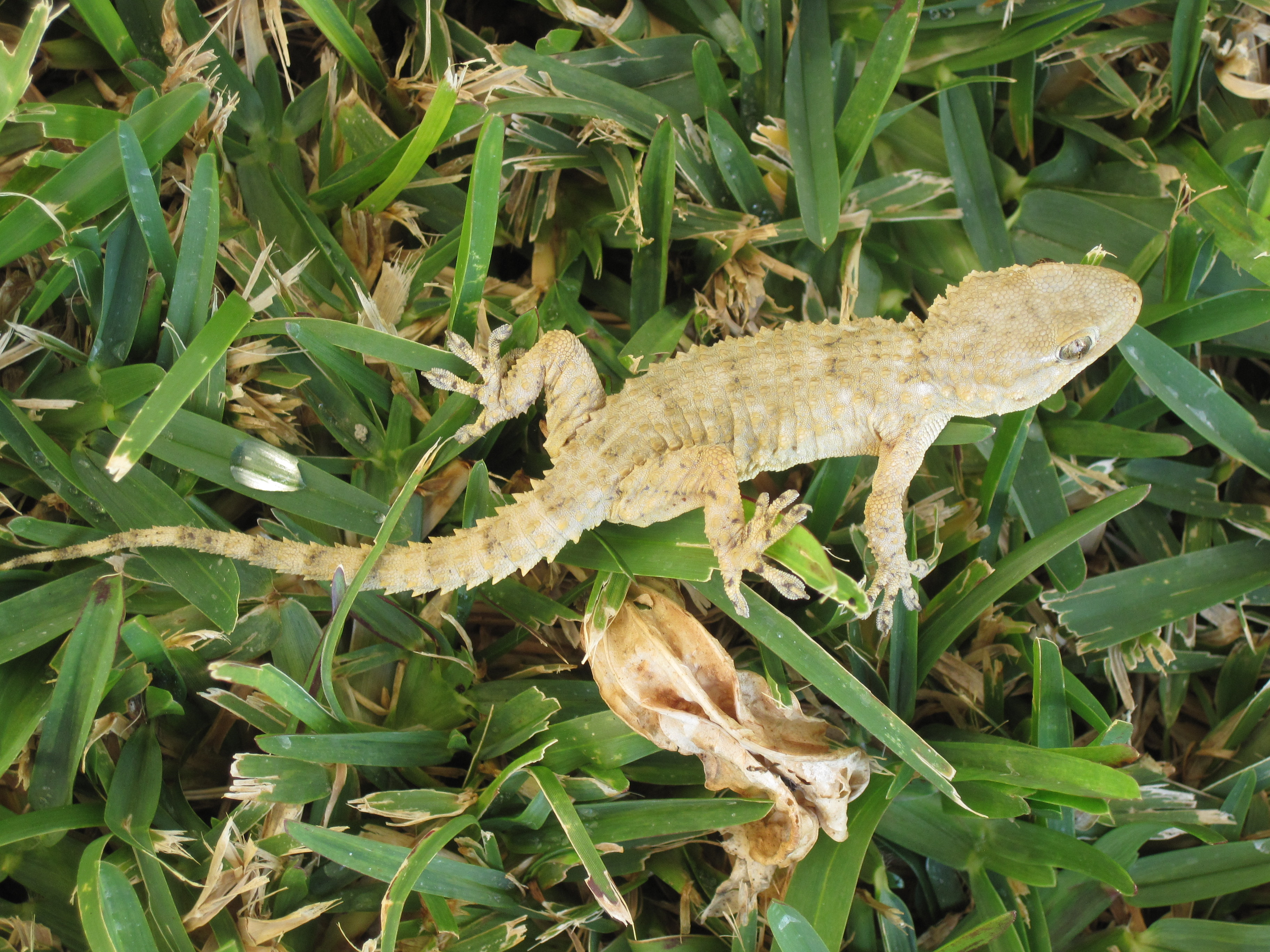
스페인에서 촬영된 개체
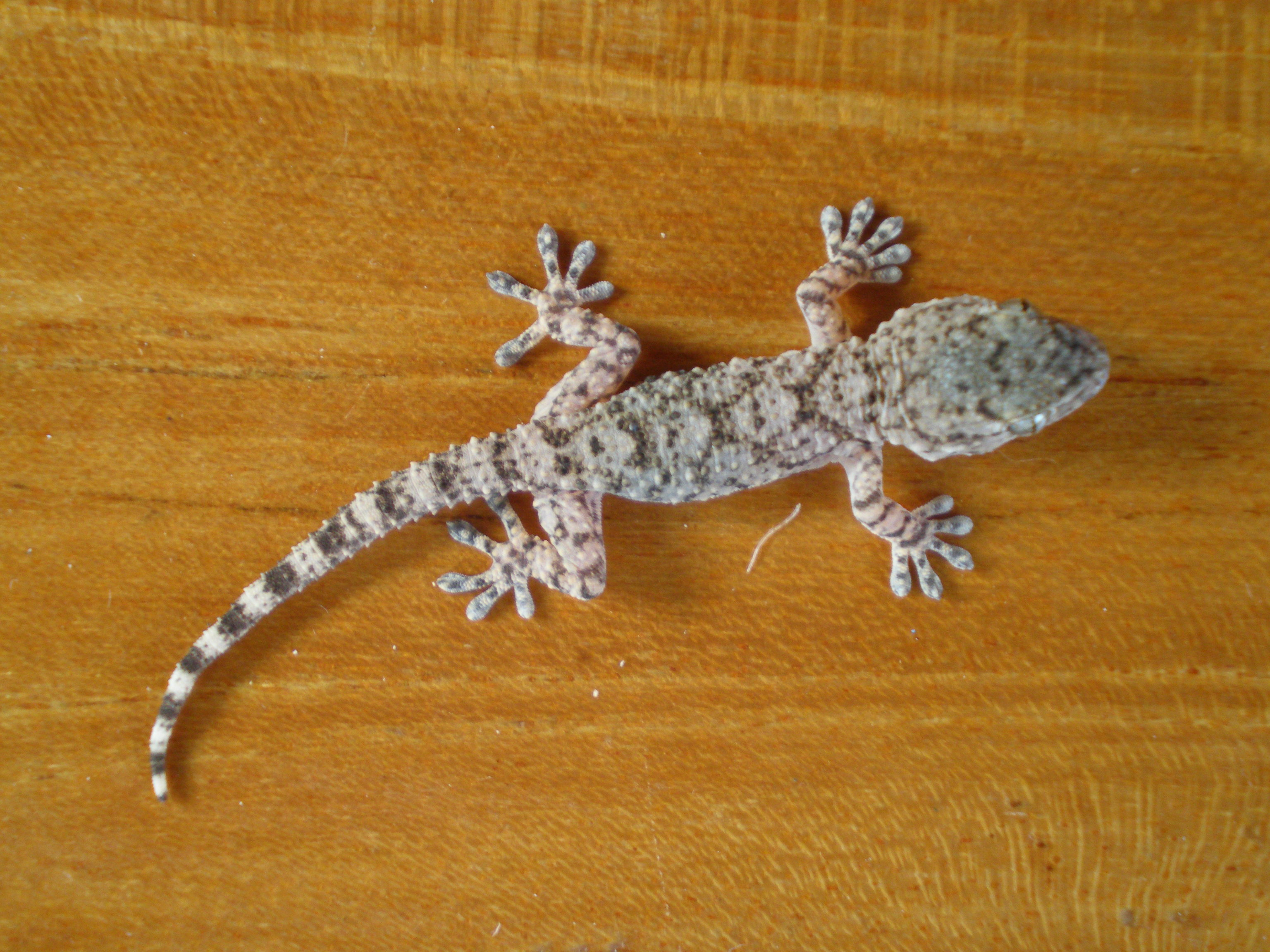
몽펠리에 지역에서 촬영된 개체
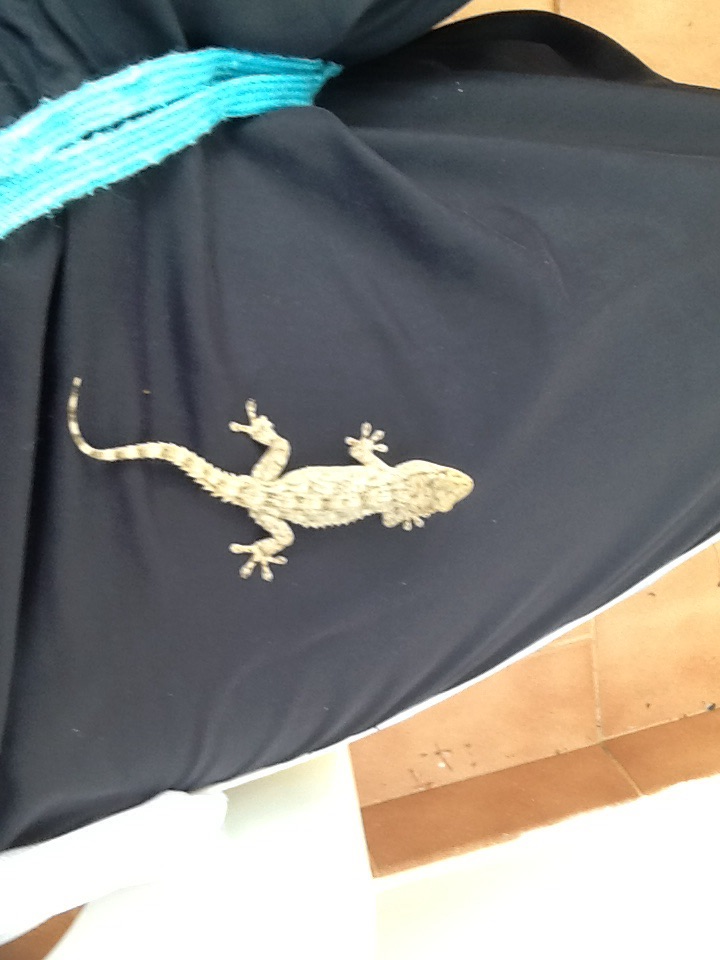
스페인 메노르카섬에서 발견된 개체
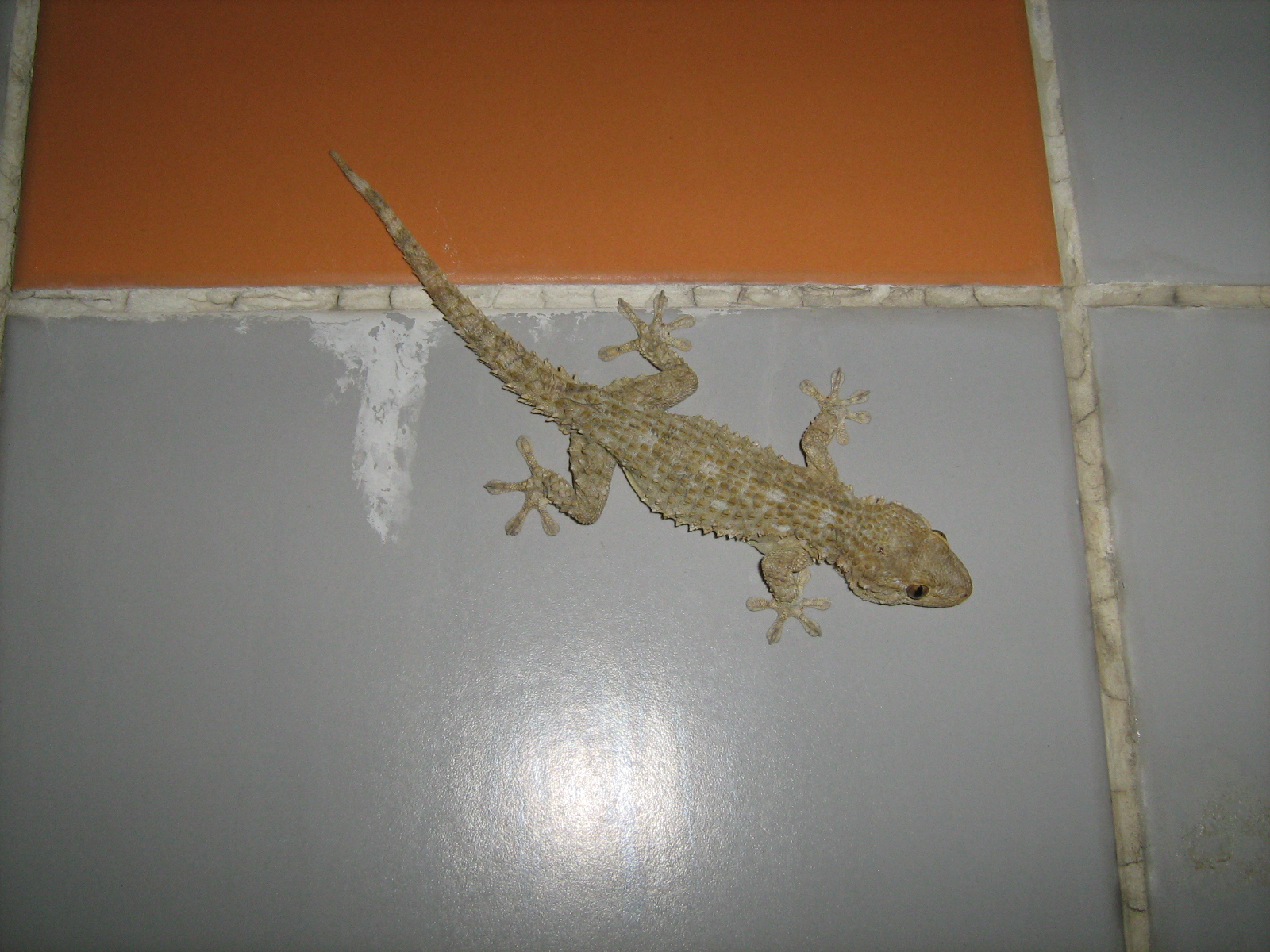
포르투갈에서 촬영된 개체

## 참고 문서
목록
- 유럽의 파충류의 목록
  - 프랑스 본토의 파충류의 목록
  - 지브롤터의 양서류와 파충류의 목록
  - 이탈리아의 파충류의 목록
  - 스페인의 파충류의 목록
- 모로코의 파충류의 목록
- 북아메리카의 파충류의 목록
  - 캘리포니아의 파충류의 목록

기타
- 유럽의 동물상
- 알제리의 야생동물
- 자연의 체계 10판의 양서류